# John Smith's Stadium

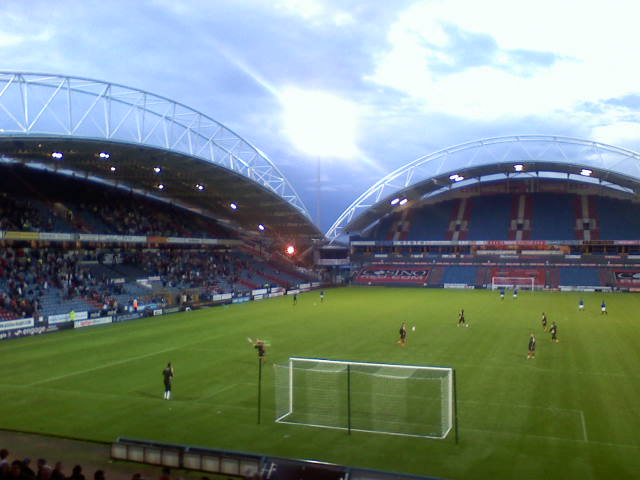
Uppvärmning på John Smith's Stadium

Kirklees Stadium (eller John Smith's Stadium enligt sponsoravtal), är en idrottsarena i Huddersfield i West Yorkshire, England. Sedan 1994 har arenan varit hemmaplan för fotbollslaget Huddersfield Town och rugby league-laget Huddersfield Giants.

## Kirklees Stadium
Under planering och byggnad gick arenan under namnet Kirklees Stadium. Den byggdes av firman Alfred McAlpine.
Beslutet med att bygga en ny arena för Huddersfield Town gjordes i augusti 1992. Konstruktionerna påbörjades följande år och färdigställdes i tid för säsongen 1994–95, vilket möjliggjorde en flytt från den tidigare hemmaplanen efter 86 år på Leeds Road.
När arenan öppnades var endast två sektioner brukbara, den södra sektionen öppnades i december 1994. Utbyggnaden av den norra sektionen påbörjades 1996 och slutfördes 1998, något som ökade den totala kapaciteten till ungefär 24 500. 
Den största publiksiffran på arenan vid en fotbollsmatch är 24 263 som inföll när Huddersfield Town mötte Liverpool i Premier League den 20 oktober 2018.